# Jason Cerbone
Jason Cerbone (New York, 2 november 1977) is een Amerikaans acteur van Italiaanse afkomst.

## Biografie
Cerbone doorliep de high school aan de Sacred Heart High School in Yonkers, hierna haalde hij zijn diploma in Biologie aan de Concordia College in Westchester County. Na het behalen van zijn diploma besloot hij om een carrière te volgen in acteren.
Cerbone begon in 1988 met acteren in de film Spike of Bensonhurst, hierna speelde hij nog meerdere rollen in films en televisieseries.
Cerbone is in 2004 getrouwd.

## Filmografie

### Films
Uitgezonderd korte films.
- 2009 The Taking of Pelham 123 – als man van ESU
- 2008 Cloverfield – als politieagent
- 2005 Deepwater – als Sal
- 2003 Shade – als jonge Dean Stevens
- 2002 Paper Soldiers – als Mikey O.
- 1988 Spike of Bensonhurst – als bendelid

### Televisieseries
Uitgezonderd eenmalige gastrollen.
- 2014-2016 Power - als Ed Donato - 5 afl.
- 2012-2016 Law & Order: Special Victims Unit – als Lorenzo Desappio – 8 afl.
- 2002 Third Watch – als Kyle Prescott – 2 afl.
- 2000-2001 The Sopranos – als Jackie Aprile jr. – 12 afl.